# Kohärenztheorie
Kohärenztheorie nennt man in der Philosophie eine Theorie, die die Kohärenz (einen Zusammenhang) mit etwas anderem zum Wesen, zum Kriterium oder – in einem schwachen Sinn – zum Indiz einer Sache macht.
Der Begriff der Kohärenz (Zusammenhang) ist dabei oft vage. Zum Teil wird Kohärenz fälschlicherweise in der Bedeutung von Konsistenz (Widerspruchslosigkeit) verwendet.
In einem strengeren Sinn setzt Kohärenz nicht nur Konsistenz voraus, sondern fordert, dass zwischen den anderen Sätzen (Rechtfertigungen) Ableitungs-, Rechtfertigungs- und Erklärungsbeziehungen bestehen. In diesem strengeren Sinn gibt es unterschiedliche Grade der Kohärenz.

## Kohärenztheorien der Wahrheit
Kohärenztheorien der Wahrheit (im weiten Sinn) sehen in der Kohärenz einer Aussage mit anderen Aussagen die Wahrheit einer Aussage, das entscheidende (oder nur ein ergänzendes) Kriterium oder ein Indiz für die Wahrheit einer Aussage.
In der verbreitetsten, technischen Bedeutung ist die Kohärenztheorie der Wahrheit eine Wahrheitstheorie, die die Kohärenz zum Wahrheitskriterium erhebt.
- Danach ist eine Aussage wahr, wenn sie Teil eines kohärenten Systems von Aussagen ist.[1]

Sie wird in der Regel als Gegenposition zur Korrespondenztheorie, welche Wahrheit als „Übereinstimmung“ von Erkenntnis und Wirklichkeit definiert, angeführt. Bei der Korrespondenztheorie geht es um eine Kohärenz mit der Wirklichkeit, bei der Kohärenztheorie um eine Kohärenz mit anderen Aussagen.
Die Kohärenztheorie ist verwandt mit der Konsensustheorie der Wahrheit, von der sie adaptiert wurde.
Gegen die Kohärenztheorie wird eingewandt, dass es eine Kohärenz zu mehreren, sich einander widersprechenden Satzsystemen geben kann.
So ist die Aussage, die Erde drehe sich um die Sonne insofern wahr, als sie mit anderen Aussagen des kopernikanischen Weltbildes widerspruchsfrei zusammenhängt.
Kohärenz als Indiz für die Wahrheit einer Aussage ist unkontrovers.
Die Kohärenztheorie kam im 17. Jahrhundert im Rationalismus auf, wurde von Hegel und im (englischen) Idealismus sowie teil- und zeitweise vom logischen Empirismus vertreten. Kohärenztheorien gehen oft mit holistischen Thesen einher. Der Holismus von Quine führt zu einer gewissen Konvergenz mit der Korrespondenztheorie.
Idealistische metaphysische Theorien lehren, dass es keinen ontologischen Typunterschied zwischen Meinungen und ihren Wahrmachern gibt, sondern nur mentale Entitäten. Idealisten müssen daher offenbar Korrespondenztheorien der Wahrheit ablehnen; denn Korrespondenz zwischen Meinung und Gegenstand benötigt eben Objekte auf der Gegenstandsseite, die selbst nicht wiederum meinungsartig sind. Daher liegt für idealistische Theoretiker nahe, sich einer Variante von Kohärenztheorien anzuschließen.
Die klassische Formulierung der Kohärenztheorie stammt von H. H. Joachim, zu den modernen Vertretern von Kohärenztheorien der Wahrheit zählt unter anderem Nicholas Rescher (siehe dazu ausführlich: Wahrheit).

## Kohärenztheorien der Rechtfertigung(Kohärentismus)
Nach der Kohärenztheorie der Rechtfertigung (auch: Kohärentismus) „besteht die Rechtfertigung einer einzelnen Überzeugung in der Mitgliedschaft in einem System von Überzeugungen, dessen einzelne Überzeugungen untereinander […] in vielfältigen Rechtfertigungsbeziehungen stehen“.
Wissen im Sinne einer gerechtfertigten Meinung gründet nicht nur auf einem Fundament nichtinferentiellen (empirischen) Wissens oder gerechtfertigten Meinens.
Meinungen seien, lehren Kohärentisten, nur gerechtfertigt durch Relationen mit anderen Meinungen. Neben fundamentalistischen Epistemologien (einige Meinungen seien unabhängig von Relationen zu anderen Meinungen selbst gerechtfertigt) werden von Kohärentisten reliabilistische Theorien abgelehnt (einige Meinungen seien dadurch gerechtfertigt, Produkt verlässlicher Meinungsbildungsprozesse zu sein).

### Taxonomie der Kohärenztheorien der Rechtfertigung
Kohärenztheorien der Rechtfertigung wurden mit unterschiedlichen Kriterien in Klassen eingeteilt.

#### Positive und negative Kohärenztheorien
Zahlreiche Kohärenztheoretiker unterscheiden positive und negative Kohärenztheorien. Gilbert Harman bezeichnet eine negative Kohärenztheorie auch als general foundations theory.
Negative Kohärenztheorien nennt man Kohärenztheorien, die alle Überzeugungen solange für zunächst einmal (prima facie) gerechtfertigt halten, bis etwas gegen sie spricht. Harman bezeichnet dies als Prinzip der positiven Unterminierung und Erik J. Olsson als negative Konsolidierung.
Eng verwandt mit negativen Kohärenztheorien ist das sog. Konservativismusprinzip, demzufolge ein Subjekt gerechtfertigt ist, seine Überzeugungen zu behalten, solange es keine Gründe hat, die dagegen sprechen.
Ein Problem für negative Kohärenztheorien ist, dass negativen Kohärenztheorien zufolge auch astrologische und religiöse Überzeugungen zunächst einmal gerechtfertigt sind. Harman bezeichnet diesen Einwand als antireligiösen Einwand.
Ein weiterer Einwand ist der Paranoia-Einwand, demzufolge jemand mit Paranoia zu seinen Überzeugungen einer negativen Kohärenztheorie zufolge gerechtfertigt ist.
Positive Kohärenztheorien nennt man Kohärenztheorien, die davon ausgehen, dass keine Überzeugung gerechtfertigt ist, solange nichts für sie spricht. Eine Überzeugung ist gerechtfertigt, wenn sie Defekte eines Überzeugungssystems reduziert bzw. die Kohärenz eines Überzeugungssystems erhöht. Olsson spricht von positiver Konsolidierung.

#### Arbiträre und kommunikative Kohärenztheorien
Die Unterscheidung von negativen und positiven Kohärenztheorien ist nicht vollständig. Man kann auch mit einer zufälligen Bewertung als gerechtfertigt und nichtgerechtfertigt beginnen und diese Einschätzung immer dann korrigieren, wenn etwas für oder gegen eine Überzeugung spricht. Diese Position wird als arbiträre Kohärenztheorie bezeichnet.
Als zunächst gerechtfertigt können auch die Überzeugungen gelten, die die Eltern oder ein wissenschaftlicher Lehrer, ein Lehrbuch usw. vertreten, um dann ebenfalls zu korrigieren, wenn etwas für oder gegen eine Überzeugung spricht. Derartige Kohärenztheorien werden als kommunikative Kohärenztheorien bezeichnet.
Computersimulationen haben ergeben, dass negative, positive, arbiträre und kommunikative Kohärenztheorien auf lange Sicht zu denselben Überzeugungssystemen führen.

#### Kohärenztheorien mit Einbettungsgrad
In manchen Kohärenztheorien ist die relationale Kohärenz, also die Eigenschaft, wie gut eine Überzeugung zu einem Überzeugungssystem passt, eine graduelle Eigenschaft. Man spricht in diesem Fall von Kohärenztheorien mit Einbettungsgrad.
Die Kohärenztheorien von Harold H. Joachim und Francis Herbert Bradley sind, wenn man sie als Kohärenztheorien der Rechtfertigung liest, Kohärenztheorien mit Einbettungsgrad. Neuere Kohärenztheorien mit Einbettungsgrad sind die von Laurence Bonjour, Paul Thagard, Wang, Daniel Schoch und Wiedemann. Dieser entspricht in Constraint-Satisfaction-Theorien (Thagard, Wang, Schoch, Wiedemann) dem Grad, den Überlegungen haben, wenn die Netze ihr Gleichgewicht gefunden haben.

#### Gewichtete und ungewichtete Kohärenztheorien
In den meisten Kohärenztheorien der Rechtfertigung wird die Kohärenz einer Überzeugungsmenge durch Inferenzen (z. B. Erklärungen) bestimmt. Werden diese Inferenzen in ihrer Stärke unterschieden spricht man von gewichteten Kohärenztheorien, sonst von ungewichteten Kohärenztheorien. Beispiele für gewichtete Kohärenztheorien sind die von Thagard, Bartelborth, Wang, Schoch und Wiedemann.

#### Kompromisslose und moderate Kohärenztheorien
Als kompromisslose Kohärenztheorien bezeichnet man Kohärenztheorien, die sowohl ungewichtet sind als auch keinen Einbettungsgrad haben. Haben Kohärenztheorien mindestens eine dieser beiden Eigenschaften nicht, spricht man von moderaten Kohärenztheorien.

### Eigenschaften kohärenter Überzeugungssysteme
Es gibt verschiedene Bedingungen, die von kohärenten Überzeugungssystemen verlangt werden. Diskutiert werden u. a.:
- Bedingung des Vernetzungsgrades: Ein Überzeugungssystem ist umso kohärenter, je mehr inferentielle Beziehungen (logische und Erklärungsbeziehungen) die Überzeugungen vernetzen.
- Bedingung der Erklärungsstärke: Ein Überzeugungssystem ist umso kohärenter, je besser die Erklärungen sind, die die Überzeugungen vernetzen.
- Inkonsistenzbedingung: Ein Überzeugungssystem ist umso kohärenter, je weniger Widersprüche (logische oder probabilistische Inkonsistenzen) auftreten.
- Subsystembedingung: Eine Überzeugungssystem ist umso kohärenter, je weniger Teilsysteme es enthält, die untereinander relativ wenig vernetzt sind.
- Anomalienbedingung: Ein Überzeugungssystem ist umso kohärenter, je weniger Erklärungsanomalien auftreten
- Konkurrenzbedingung: Ein Überzeugungssystem ist umso kohärenter, je weniger konkurrierende Erklärungen auftreten.
- Stabilitätsbedingung: Ein Überzeugungssystem ist umso kohärenter, je stabiler das Überzeugungssystem in der Vergangenheit war.

#### Kohärenz und Konsistenz
Häufig, insbesondere von Kritikern der Kohärenztheorie, werden Kohärenz und Konsistenz (Widerspruchsfreiheit) identifiziert, d. h., von den genannten Bedingungen wird nur die Konsistenzbedingung verlangt.
Bereits Joachim und A. C. Ewing haben aber darauf hingewiesen, dass Kohärenz und Konsistenz nicht verwechselt werden dürfen.
Viele Kohärenztheoretiker, die den Unterschied gesehen haben, betrachten Konsistenz als notwendige Bedingung für Kohärenz, d. h. jedes kohärente Überzeugungssystem ist nach dieser Auffassung konsistent, aber nicht jedes konsistente Überzeugungssystem auch automatisch kohärent. Neben Joachim und Ewing vertraten z. B. Stout und Rescher diese Position.
BonJour hat Konsistenz zur notwendigen Bedingung für Kohärenz gemacht, um die Kohärenztheorie nicht zu kompliziert werden zu lassen.
Bogen hat gezeigt, dass diese Annahme für die Untersuchungen von Newton zum Gravitationsgesetz unplausibel ist.
Der Hintergrund für solche Kritiken ist, dass reiche und komplexe Theorien, die einige Inkonsistenzen enthalten, besser sind als andere Theorien, die weniger reichhaltig, aber konsistent sind.
Vertreter der Kohärenztheorie, die die Konsistenz nicht als notwendig betrachten, gehen gewöhnlich davon aus, dass ein kohärentes Überzeugungssystem so konsistent wie möglich sein sollte.
Eine besondere Problematik bilden probabilistische Inkonsistenzen, d. h. Überzeugungen, die zwar einander nicht logisch widersprüchlich sind, deren gemeinsame Gültigkeit aber sehr unwahrscheinlich ist.

#### Komprehensivität
Bradley fordert, umfangreiche Überzeugungssysteme den kleineren vorzuziehen:

“The highter and wider my structure, and the more that any particular fact or set of facts is implied in that structure, the more certain are the structure and the facts.”

Diese Eigenschaft wird als Komprehensivität bezeichnet. Ewing beschreibt das Fehlen der Komprehensivität als

“[…] the fact that such a system of coherent propositions always covers only a very limited part or aspect of reality […]”

Rescher unterscheidet zwei Formen der Komprehensivität, die externe Komprehensivität und die interne Komprehensivität. Während es bei der externen Komprehensivität nach Rescher darum geht, dass die Daten möglichst reichlich eingeschlossen sind, geht es bei der internen Komprehensivität um eine Maximierung des Systems.
In gegenwärtigen Kohärenztheorien, insbesondere bei Kohärenztheorien, die dem Constraint-Ansatz von Thagard und Verbeurgt folgen, aber beispielsweise auch bei den Bestimmungen der Kohärenz durch BonJour und Bartelborth, ist die Komprehensivität eine abgeleitete Eigenschaft, die aus anderen Eigenschaften folgt, und wird nicht explizit gefordert.

#### Zusammenhang
Die verschiedenen Kohärenztheoretiker sind sehr unterschiedlich damit umgangen, was es denn heißt, dass ein Überzeugungssystem in mehrere unabhängige Teile zerfällt.
Blanshard hat gefordert, wobei zu beachten ist, dass beim ihm auch kausale Verknüpfungen zu den Entailments zählen: 

“Fully coherent knowledge would be knowledge in which every judgment entailed, and was entailed by, the rest of the system.”

Ewing hat eine schwächere Bedingung als Blanshard formuliert und gefordert, dass jede Proposition in einem vollständig kohärenten System aus dem Rest des Systems abgeleitet werden kann.
Ähnlich kohäriert nach Bernard Bosanquet ein System A, B, C, wenn C aus A und B folgt, B aus A und C und A aus B und C. Rescher bezeichnet diese Eigenschaft als Forderung der (inferentiellen) Redundanz.
Die Charakterisierung von Ewing und Bosanquet hat die Eigenschaft, dass ein Teil eines kohärenten Systems nicht selber wieder kohärent sein muss.
Als eine weitere Bedingung für die Kohärenz nennt Ewing, dass ein kohärentes System eine Menge ist, deren Elemente füreinander relevant sind.
Als eine Konkretisierung dieser Bedingung lässt sich die Bestimmung der Kongruenz durch Lewis auffassen, der schreibt, dass eine Menge von Aussagen genau dann kongruent genannt wird, wenn die Wahrscheinlichkeit einer jeden ihrer Aussagen steigt, wenn die anderen als wahre Prämissen angenommen werden.
Sehr ähnlich formuliert Chisholm bei seiner Bestimmung der Konkurrenz, dass eine Menge A von Propositionen konkurrent für S genau dann ist, wenn A eine Menge aus drei oder mehr Propositionen ist von denen jede Proposition durch die Konjunktion der anderen für S wahrscheinlich ist.
Hansson/Olsson haben dieses Prinzip als Prinzip des residualen Supports bezeichnet.
Price beschreibt ein System als kohärent, wenn die Wahrheit einer jeden ihrer Propositionen die Wahrheit des Restsystems wahrscheinlicher macht.

## Kohärenztheorie des Personenverstehens
Read und Miller haben 1989 auf die Möglichkeit einer Kohärenztheorie des Personenverstehens aufmerksam gemacht. Später haben sich Kunda, Thagard, Bartelborth und Scholz mit dieser Problematik befasst. Grundlage einer Kohärenztheorie des Personverstehens ist Davidsons Nachsichtsprinzip, d. h. die Idee, dass wir andere Personen nur verstehen können, wenn wir die Kohärenz ihrer Überzeugungen annehmen, d. h. wenn wir annehmen, dass ihre Überzeugungen weitgehend widerspruchsfrei (konsistent) und zusammenhängend sind.

## Kohärenztheorie der Entscheidung
Thagard und Millgram haben Entscheidungen als Kohärenzprobleme über Ziele und mögliche Handlungen betrachtet. Barnes/Thagard haben die Kohärenztheorie der Entscheidung auf emotionale Entscheidungen ausgedehnt. Auch Hurley hat einen Beitrag zur Kohärenztheorie der Entscheidung geliefert. Lehrer hat eine Analogie zwischen Akzeptanz und Präferenz gezogen und damit implizit eine Kohärenztheorie der Entscheidung vertreten.

## Kohärenztheorien der ethischen und moralischen Rechtfertigung
Da es in der Ethik häufig um moralische Entscheidungen geht, lassen sich auf der Grundlage von Kohärenztheorien der Entscheidung ethische Theorien aufbauen.
Ein Beispiel für eine ethische Theorie, die sich auf Kohärenz stützt, ist die Theorie der Gerechtigkeit von John Rawls, deren Rechtfertigung auf einem „Überlegungsgleichgewicht“ der Beteiligten bei der (hypothetischen) Wahl der Gerechtigkeitsprinzipien beruht.

## Kohärenztheorie der Begriffe
Begründer der Kohärenztheorie der Begriffe ist Firth. Er geht davon aus, dass alle Begriffe miteinander auf irgendeine Weise verknüpft sind und dass wir einen Begriff nur vollständig verstehen können, wenn wir auch die anderen verstanden haben. Ein System von Begriffsbedeutungen ist nach Firth dann kohärent, wenn das Einführen eines neuen Begriffs Auswirkungen auf das gesamte Begriffssystem hat.
Später wurde die Kohärenztheorie der Begriffe vor allem von Thagard ausgebaut.
Gregory K. Murphy und L. Medin Douglas betonen, dass die Frage nach der Kohärenz der Begriffe eng mit der Frage zusammenhängt, warum bestimmte Objekte einen Begriff formen und andere nicht. Sie weisen die Ähnlichkeit als Maß für die Kohärenz von Begriffen zurück, da bei einem geeigneten Ähnlichkeitsmaß alle Begriffe einander ähnlich sind. Entscheidend ist für sie die Kohärenz der Theorie, in der die Begriffe verwendet werden. So ist für Murphy und Medin Douglas der Begriff Apfel-oder-Primzahl nicht sehr kohärent, da eine Theorie, die diesen Begriff enthalten würde, nicht sehr kohärent wäre.

### Kohärenztheorien der Wahrheit
- Peter Baumann: Erkenntnistheorie. 2. Auflage. Metzler, Stuttgart/Weimar 2006, S. 175–177.
- H. H. Joachim: The Nature of Truth. Oxford University Press, Oxford 1906.
- Donald Davidson: A Coherence Theory of Truth and Knowledge. In: Ernest LePore (ed.): Truth And Interpretation, Perspectives on the Philosophy of Donald Davidson. Basil Blackwell, Oxford 1986, S. 307–319.
- Nicholas Rescher: The Coherence Theory of Truth. Oxford University Press, Oxford 1973.
- R. C. S. Walker: The Coherence Theory of Truth: Realism, anti-realism, idealism. Routledge, London / New York 1989.
- J. O. Young: Global Anti-realism. Avebury, Aldershot 1995.
- J. O. Young: A Defence of the Coherence Theory of Truth. In: The Journal of Philosophical Research, (26) 2001, S. 89–101.

### Kohärentistische Erkenntnistheorien
- Peter Baumann: Erkenntnistheorie. 2. Auflage. Metzler, Stuttgart/Weimar 2006, S. 212–215.
- L. BonJour: The Structure of Empirical Knowledge. Harvard 1985
- L. Bovens, S. Hartmann: Bayesian Epistemology. Oxford 2003 (dt. Bayesianische Erkenntnistheorie, Paderborn 2006).
- Keith Lehrer: Knowledge. Oxford 1974.
- Keith Lehrer: Theory of Knowledge. 2. Auflage. Boulder 2000.
- Chisholm, Swartz (Hrsg.): Empirical Knowledge. Prentice-Hall, 1973.
- H. Kornblith: Beyond Foundationalism and the Coherence Theory. In: H. Kornblith (Hrsg.): Naturalizing Epistemology. Bradford Books, MIT Press, 1986.
- E. Olsson: Against Coherence. Oxford 2005.
- L. Pojman (Hrsg.): The Theory of Knowledge. 3. Auflage. Wadsworth, 2003 (darin u. a. Dancy: A Defense of Coherentism).
- J. Pollock: Contemporary Theories of Knowledge. Rowman and Allenheld, Totowa 1986.

## Nachweise
1. ↑  Ähnlich zuvor Peter Baumann: Erkenntnistheorie. 2. Auflage. Metzler, Stuttgart/Weimar 2006, S. 175.
2. ↑  Ernst Tugendhat, Ursula Wolf: Logisch-semantische Propädeutik. 1983, S. 240: „Die Wahrheit, um die es bei der Verifikation jeden Satzes geht, ist letztlich die des ganzen Systems. Die Übereinstimmungstheorie wäre jetzt durch die Kohärenztheorie nicht nur ergänzt, sondern so durchwachsen, dass man sie neu konzipieren müsste.“
3. ↑  Peter Baumann: Erkenntnistheorie. 2. Auflage. Metzler, Stuttgart/Weimar 2006, S. 213.
4. ↑  John L. Pollock, Joseph Cruz: Contemporary Theories of Knowledge. 2. Auflage. Rowman & Littlefield, Lanham u. a. 1999, S. 70 f.
5. ↑  Keith Lehrer: Coherentism. In: J. Dancy, E. Sosa (eds.): A Companion To Epistemology. Blackwell, Oxford / Malden, Ma. 1999, S. 67–70.
6. ↑  Uwe Wiedemann: Theorie der epistemischen Rechtfertigung. Univ. Leipzig, Leipzig 2004, S. 33 f.
7. ↑  Gilbert Harman: General Foundation versus Rational Insight (Entwurf, 8. September 1999).
8. 1 2 3  Gilbert Harman: Skepticism and Foundations (Entwurf, 27. Januar 2001).
9. ↑  Gilbert Harman: Positive Versus Negative Undermining in Belief Revision. In: Nous, 18 (1984), S. 46.
10. 1 2  Erik J. Olsson: Making Beliefs Coherent. The Subtraction and Addition Strategies. In: Journal of Logic, Language, and Information, 7 (1998), S. 144.
11. 1 2  Uwe Wiedemann: Theorie der epistemischen Rechtfertigung. Univ. Leipzig, Leipzig 2004, S. 34.
12. ↑  Uwe Wiedemann: Theorie der epistemischen Rechtfertigung. Univ. Leipzig, Leipzig 2004.
13. 1 2  Susan Haack: Evidence and Inquiry: Towards Reconstruction in Epistemology. Blackwell, Oxford / Cambridge, Ma. 1993, S. 18.
14. 1 2 3  Uwe Wiedemann: Theorie der epistemischen Rechtfertigung. Univ. Leipzig, Leipzig 2004, S. 35.
15. ↑  Laurence BonJour: The Structure of Empirical Knowledge. Harvard University Press, Cambridge, Mass. / London 1985, S. 95–101.
16. ↑  Thomas Bartelborth: Begründungsstrategien. Ein Weg durch die analytische Erkenntnistheorie. Akademie Verlag, Berlin 1996, S. 193.
17. ↑  Uwe Wiedemann: Theorie der epistemischen Rechtfertigung. Univ. Leipzig, Leipzig 2004, S. 61.
18. ↑  Harold H. Joachim: The Nature of Truth. Clarendon, Oxford 1906, S. 73f.
19. ↑  A. C. Ewing: Idealism. A critical survey. London/New York 1934 (Reprint: 1974), S. 228f.
20. ↑  G. F. Stout: Immediacy, Mediacy and Coherence. In: Mind, N. S., 17 (1908), S. 30f.
21. ↑  Laurence BonJour: The Structure of Empirical Knowledge. Harvard University Press, Cambridge, Mass. / London 1985, S. 240, Anm. 7.
22. ↑  James Bogen: Coherentist Theories of Knowledge Don’t Apply to enough Outside of Science and Don’t Give the Right Results When Applied To Science. In: John W. Bender (ed.): The Current State of the Coherence Theory. Kluwer Academic Press, Dordrecht u. a. 1989, S. 148ff.
23. ↑  So z. B. F. H. Bradley: Essays on Truth and Reality. Clarendon, Oxford 1914, S. 202.
24. ↑  F. H. Bradley: Essays on Truth and Reality. Clarendon, Oxford 1914, S. 211.
25. ↑  A. C. Ewing: Idealism. A critical survey. London/New York 1934 (reprinted 1974), S. 229, Fußn.
26. ↑  Nicholas Rescher: The Coherence Theory of Truth. Clarendon, Oxford 1973, S. 73.
27. ↑  Brand Blanshard: The Nature of Thought. George Allen & Unwin, London 1939, Bd. II, S. 264.
28. ↑  A. C. Ewing: Idealism. A critical survey. London/New York 1934 (reprinted 1974), S. 229.
29. ↑  Nicholas Rescher: The Coherence Theory of Truth. Clarendon, Oxford 1973, S. 37.
30. ↑  A. C. Ewing: Idealism. A critical survey. London/New York 1934 (reprinted 1974), S. 230.
31. ↑  C. I. Lewis: An Analysis of Knowledge and Valuation. La Selle, Ill. 1946, S. 338.
32. ↑  Roderick M. Chisholm: Theory of Knowledge. 3. Auflage. Prentice-Hall, Englewood Cliffs 1989, S. 71.
33. ↑  Sven Hansson, Erik J. Olsson: Providing Foundations for Coherentism. In: Erkenntnis, 51 (1999), S. 246.
34. ↑  H. H. Price: Perception. London 1932, S. 183.
35. ↑  Stephen J. Read, Lynn C. Miller: Explanatory coherence in understanding persons, interactions, and relationships. In: Behavioral and Brain Sciences, 12 (1989) 3, S. 485f.
36. ↑  Ziva Kunda, Paul Thagard: Forming Impressions From Stereotypes, Traits, and Behaviors: A Parallel-Constraints-Satisfaction Theory. In: Psychological Review, 103 (1996) 2, S. 284–308.
37. ↑  Paul Thagard: Coherence in Thought and Action. MIT Press, Cambridge/London 2000, S. xi.
38. ↑  Thomas Bartelborth: Verstehen und Kohärenz. Ein Beitrag zur Methodologie der Sozialwissenschaften. In: Analyse und Kritik, 21 (1999), S. 97–116.
39. ↑  Paul Thagard, Elijah Millgram: Inference to the best plan: a coherence theory of decision. In: A. Ram, D. B. Leake (eds.): Goal-driven learning. Cambridge 1995, S. 439–454.
40. ↑  Paul Thagard, Elijah Millgram: Deliberative coherence. In: Synthese, 108 (1996), S. 63–88.
41. ↑  Allison Barnes, Paul Thagard: Empathy and Analogy. In: Dialogue, 37 (1998), S. 705–720.
42. ↑  S. L. Hurley: Natural reasons: personality and polity. New York 1989.
43. ↑  Keith Lehrer: Self-Trust. A Study of Reason, Knowledge and Autonomy. Clarendon, Oxford 1997, S. 1ff.
44. ↑  Roderick Firth: Coherence, Certainty, and Epistemic Priority. In: The Journal of Philosophy, 61 (1964), S. 545–557.
45. ↑  Roderick Firth: Coherence, Certainty, and Epistemic Priority. In: The Journal of Philosophy, 61 (1964), S. 546.
46. ↑  Paul Thagard: Conceptual Revolutions. Princeton University Press, Princeton, N.J. 1992.
47. ↑  Gregory K. Murphy, L. Medin Douglas: The Role of Theories in Conceptual Coherence. In: Psychological Review, 92 (1985), 3, S. 289.
48. ↑  Gregory K. Murphy, L. Medin Douglas: The Role of Theories in Conceptual Coherence. In: Psychological Review, 92 (1985), 3, S. 291f.
49. ↑  Gregory K. Murphy, L. Medin Douglas: The Role of Theories in Conceptual Coherence. In: Psychological Review, 92 (1985), 3, S. 298.